# Union Neuchâtel Basket
 (août 2025).
Si vous disposez d'ouvrages ou d'articles de référence ou si vous connaissez des sites web de qualité traitant du thème abordé ici, merci de compléter l'article en donnant les références utiles à sa vérifiabilité et en les liant à la section « Notes et références ».
Maillots
Union Neuchâtel Basket, fréquemment appelé Union Neuchâtel ou simplement Union, est un club de basket-ball suisse basé à Neuchâtel. Il évolue depuis 2012 en première division suisse. Le club a gagné la Coupe de Suisse en 2013.

## Entraîneur
- 2006-2007 :   Petar Aleksić
- 2010-2011 :   Petar Aleksić
- 2011-2013 : Arnaud Ricoux
- 2013-2016 :  Emmanuel Schmitt
- 2019-févr. 2021 :  Daniel Goethals
- Févr. 2021- :  Mitar Trivunović

## Palmarès
Championnat de Suisse
- Finaliste : 2015, 2016, 2022

Coupe de Suisse (1)
- Vainqueur : 2013
- Finaliste : 1995, 2015, 2025

Coupe de la Ligue (1)
- Vainqueur : 2014
- Finaliste : 2020

## Effectif actuel
| \| Poste \| No \| Nat. \| Prénom Nom \| Date de naissance \| Formé en CH \| Taille en cm \| \| ----- \| -- \| ---- \| ------------------------- \| ----------------- \| ----------- \| ------------ \| \| 1, 2 \| 2 \| \| Joao-Caputo Mechack Silmy \| 16.11.2002 \| Oui \| 184 \| \| 3 \| 4 \| \| Gräser Jonathan \| 08.09.2001 \| Oui \| 198 \| \| 1, 2 \| 7 \| \| Selim Fofana \| 08.07.1999 \| Oui \| 193 \| \| 2, 3 \| 9 \| \| Yoan Granvorka \| 09.06.1997 \| Oui \| 201 \| \| 1, 2 \| 10 \| \| Bryan Colon \| 17.02.1992 \| Oui \| 181 \| \| 4 \| 13 \| \| Killian Martin \| 03.04.1998 \| Oui \| 204 \| \| 1 \| 16 \| \| Chokoté Henri \| 10.06.2000 \| Oui \| 186 \| \| 3, 4 \| 19 \| \| Anabir Noé \| 28.05.1995 \| Oui \| 203 \| \| 4 \| 22 \| \| Tomat Kimi \| 22.03.2002 \| Oui \| 197 \| \| 5 \| 41 \| \| Giddens Daniel \| 04.07.1997 \| Non \| 213 \| | Coach Daniel Goethals Assistant Mitar Trivunovic - Mise à jour : 10 octobre 2020 |                                      |                           |                   |             |              |
| Poste | No                                                                               | Nat.                                 | Prénom Nom                | Date de naissance | Formé en CH | Taille en cm |
| 1, 2 | 2                                                                                | Drapeau de l'Angleterre              | Joao-Caputo Mechack Silmy | 16.11.2002        | Oui         | 184          |
| 3 | 4                                                                                |                                      | Gräser Jonathan           | 08.09.2001        | Oui         | 198          |
| 1, 2 | 7                                                                                |                                      | Selim Fofana              | 08.07.1999        | Oui         | 193          |
| 2, 3 | 9                                                                                |                                      | Yoan Granvorka            | 09.06.1997        | Oui         | 201          |
| 1, 2 | 10                                                                               | Drapeau de la République dominicaine | Bryan Colon               | 17.02.1992        | Oui         | 181          |
| 4 | 13                                                                               |                                      | Killian Martin            | 03.04.1998        | Oui         | 204          |
| 1 | 16                                                                               |                                      | Chokoté Henri             | 10.06.2000        | Oui         | 186          |
| 3, 4 | 19                                                                               |                                      | Anabir Noé                | 28.05.1995        | Oui         | 203          |
| 4 | 22                                                                               |                                      | Tomat Kimi                | 22.03.2002        | Oui         | 197          |
| 5 | 41                                                                               | Drapeau des États-Unis               | Giddens Daniel            | 04.07.1997        | Non         | 213          |